# Olympische Sommerspiele 2020/Teilnehmer (Laos)
| Gelbes Symbol für Goldmedaillen mit stilisierten Olympischen Ringen | Graues Symbol für Silbermedaillen mit stilisierten Olympischen Ringen | Braundes Symbol für Bronzemedaillen mit stilisierten Olympischen Ringen |
| ------------------------------------------------------------------- | --------------------------------------------------------------------- | ----------------------------------------------------------------------- |
| —                                                                   | —                                                                     | —                                                                       |

Laos nahm an den Olympischen Spielen 2020 in Tokio mit vier Sportlern in drei Sportarten teil. Es war die insgesamt zehnte Teilnahme an Olympischen Sommerspielen.

## Teilnehmer nach Sportarten

### Judo
| Athleten             | Wettbewerb | 1. Runde      | 1. Runde | 2. Runde | 2. Runde | Achtelfinale  | Achtelfinale  | Viertelfinale | Viertelfinale | Halbfinale / Trostrunde | Halbfinale / Trostrunde | Finale / Platz 3 | Finale / Platz 3 | Rang |
| Athleten             | Wettbewerb | Gegner        | Ergebnis | Gegner   | Ergebnis | Gegner        | Ergebnis      | Gegner        | Ergebnis      | Gegner                  | Ergebnis                | Gegner           | Ergebnis         | Rang |
| -------------------- | ---------- | ------------- | -------- | -------- | -------- | ------------- | ------------- | ------------- | ------------- | ----------------------- | ----------------------- | ---------------- | ---------------- | ---- |
| Männer               |            |               |          |          |          |               |               |               |               |                         |                         |                  |                  |      |
| Soukphaxay Sithisane | bis 60 kg  | E. Takabatake | 0s1:10   | —        | —        | ausgeschieden | ausgeschieden | ausgeschieden | ausgeschieden | ausgeschieden           | ausgeschieden           | ausgeschieden    | ausgeschieden    | 17   |

### Leichtathletik
Laufen und Gehen 
| Athleten         | Wettbewerb | Vorlauf | Vorlauf | Runde 1       | Runde 1       | Halbfinale    | Halbfinale    | Finale        | Finale        | Rang          |
| Athleten         | Wettbewerb | Zeit    | Rang    | Zeit          | Rang          | Zeit          | Rang          | Zeit          | Rang          | Rang          |
| ---------------- | ---------- | ------- | ------- | ------------- | ------------- | ------------- | ------------- | ------------- | ------------- | ------------- |
| Frauen           |            |         |         |               |               |               |               |               |               |               |
| Silina Pha Aphay | 100 m      | 12,41 s | 16      | ausgeschieden | ausgeschieden | ausgeschieden | ausgeschieden | ausgeschieden | ausgeschieden | ausgeschieden |

### Schwimmen
| Athleten             | Wettbewerb    | Vorlauf | Vorlauf | Halbfinale    | Halbfinale    | Finale        | Finale        | Rang |
| Athleten             | Wettbewerb    | Zeit    | Rang    | Zeit          | Rang          | Zeit          | Rang          | Rang |
| -------------------- | ------------- | ------- | ------- | ------------- | ------------- | ------------- | ------------- | ---- |
| Frauen               |               |         |         |               |               |               |               |      |
| Siri Arun Budcharern | 50 m Freistil | 29,22 s | 64      | ausgeschieden | ausgeschieden | ausgeschieden | ausgeschieden | 64   |
| Männer               |               |         |         |               |               |               |               |      |
| Santisouk Inthavong  | 50 m Freistil | 26,04 s | 59      | ausgeschieden | ausgeschieden | ausgeschieden | ausgeschieden | 59   |